# Rety
Rety (Nederlands: Reetseke) is een gemeente in het Franse departement Pas-de-Calais (regio Hauts-de-France). De plaats maakt deel uit van het arrondissement Boulogne-sur-Mer. Rety telde op 1 januari 2022 2.050 inwoners.
In een ver verleden had het dorp een Vlaamsklinkende naam; in de 12e eeuw werd Reetseke geschreven; de huidige naam is daarvan een Franse fonetische nabootsing.

## Geografie
De oppervlakte van Rety bedroeg op 1 januari 2022 18,25 vierkante kilometer; de bevolkingsdichtheid was toen 112,3 inwoners per km².

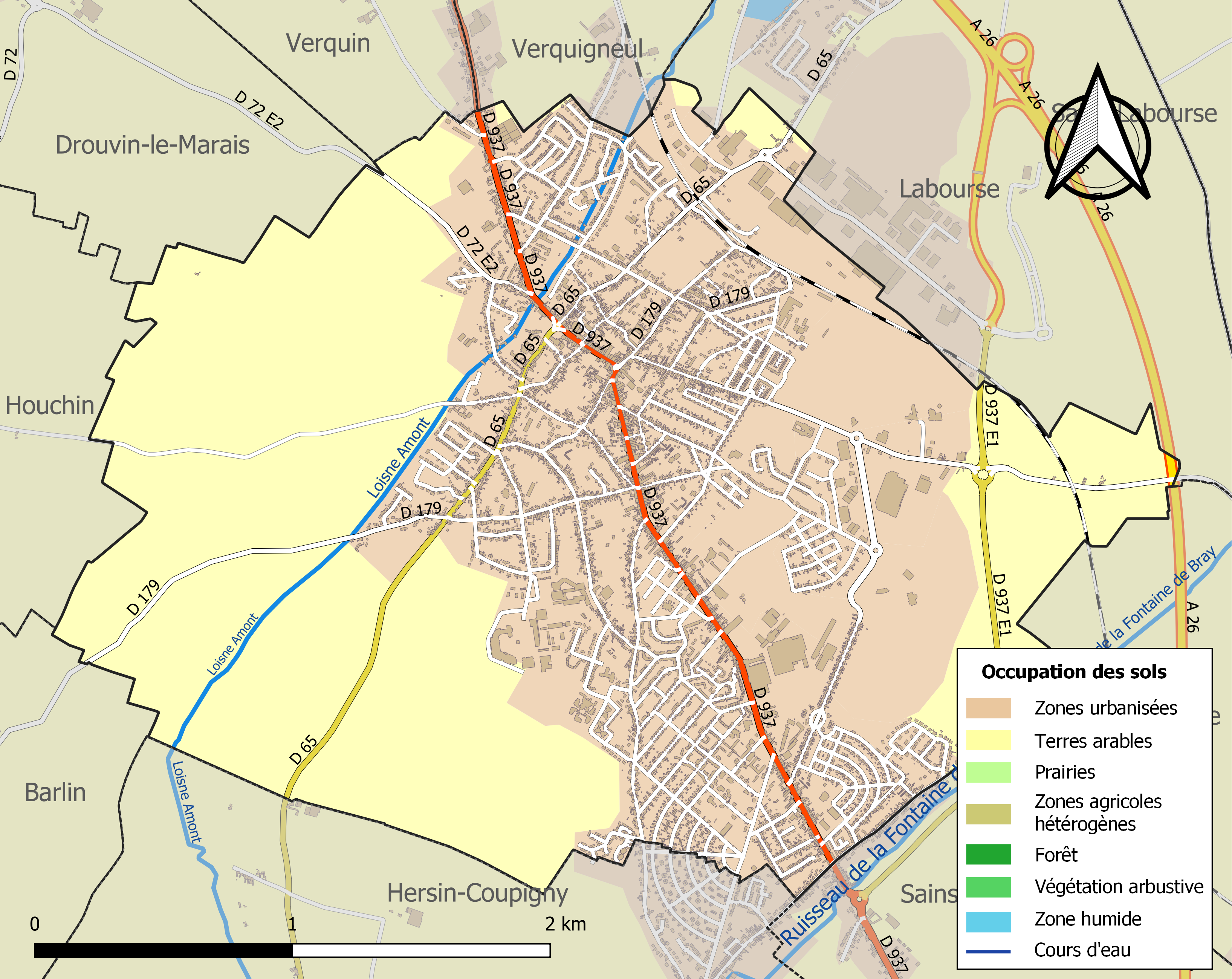
Kaart van de gemeente met belangrijkste infrastructuur, bodemgebruik en omliggende gemeenten

## Demografie
Onderstaande figuur toont het verloop van het inwonertal (bron: INSEE-tellingen).